# Der arme Heinrich
Der arme Heinrich ist eine mittelhochdeutsche Verserzählung von Hartmann von Aue. Sie entstand wahrscheinlich in den 1190er Jahren und gilt als vorletztes der vier epischen Werke Hartmanns.
Die kurze Versnovelle über einen hochadligen Ritter in Süddeutschland, der durch Gott mit Aussatz gezeichnet wird und nur durch das Herzblut einer sich freiwillig opfernden Jungfrau geheilt werden kann, verbindet höfische und geistliche Erzählmuster. Um 1200 gibt es kaum verwandte Erzählungen.

## Inhalt

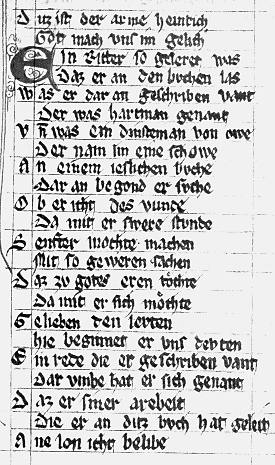
Prolog des Armen Heinrich (Heidelberg, UB, Cpg 341, fol. 249ra)

Nach einem kurzen Prolog, in dem der Erzähler sich selbstbewusst nennt und aus dem wir die meisten Informationen über Hartmann von Aue haben, beginnt die Geschichte: Heinrich, ein junger, fürstengleicher Freiherr von Ouwe im Schwabenland, verfügt über materiellen Reichtum und höchstes gesellschaftliches Ansehen. Er verkörpert alle ritterlichen Tugenden (êre, stæte, triuwe, milte) und höfisches Benehmen (zuht), wozu auch Fertigkeiten im Minnesang gehörten (und sanc vil wol von minnen, v. 71).
Aus diesem idealen Leben stürzt Heinrich, als Gott ihn mit Aussatz zeichnet und seine Umwelt sich in Ekel und Furcht von ihm abwendet. Im Gegensatz zum biblischen Hiob will Heinrich sich damit nicht abfinden und sucht Ärzte in Montpellier auf, von denen ihm aber keiner helfen kann. An der berühmten Schule von Salerno in Süditalien erfährt er von einem Arzt, dass es zwar ein Heilmittel gebe, das für Heinrich aber nicht zur Verfügung stehe: Nur das Herzblut einer Jungfrau im heiratsfähigen Alter, die sich freiwillig für ihn opfere, könne Heinrich heilen. Verzweifelt und ohne Hoffnung auf Genesung kehrt der lepröse Ritter zurück, verschenkt den Großteil seines Gutes und zieht sich auf einen Meierhof zurück, der zu seinem Besitz gehört.
Dort wird die Tochter des Bauern zur zweiten Hauptfigur. Das Kind (nach Handschrift A ist sie acht, nach Handschrift B zwölf Jahre alt) hat keine Scheu vor Heinrich und seiner unheilbaren Krankheit und wird dessen anhängliche Begleiterin. Bald nennt Heinrich sie spielerisch seine Braut (gemahel).
Als sie nach drei Jahren erfährt, was für ihn das einzige Heilmittel sei, ist sie fest entschlossen, für ihn ihr Leben zu lassen. Sie will sich für Heinrich opfern, da sie glaubt, nur auf diesem Wege dem sündhaften Leben zu entkommen und möglichst bald im Jenseits das ewige Leben bei Gott führen zu können. Sie überzeugt ihre Eltern und Heinrich durch eine Rede, deren rhetorischer Schliff der Inspiration des Heiligen Geistes zugeschrieben wird, ihr Opfer als gottgewollt anzunehmen.
Heinrich und das Mädchen reisen nach Salerno. Als der Arzt, der dem Mädchen die Operation zuvor vergeblich auszureden versucht hat, dessen Herz herausschneiden will und Heinrich das nackt und festgebunden auf dem Operationstisch liegende Mädchen durch einen Spalt in der Tür sieht, schreitet er in letzter Sekunde ein. Im Vergleich ihrer Schönheit mit seinem entstellten Körper kommt ihm die Ungeheuerlichkeit des Unternehmens zum Bewusstsein. Durch diese plötzliche innere Umkehr (er gewinnt niuwen muot, v. 1235) akzeptiert er den Aussatz als Willen Gottes. Daraufhin verliert das Mädchen die Fassung; sie sieht sich um das ewige Leben gebracht, macht Heinrich schwere Vorwürfe, dass er sie nicht sterben lassen wolle, und schmäht ihn als Angsthasen.
Auf dem Rückweg gesundet Heinrich wundersam durch Gottes Fügung und kehrt gemeinsam mit dem Mädchen nach Hause zurück, wo beide trotz des Standesunterschieds heiraten. Heinrich kehrt in seine frühere gesellschaftliche Stellung zurück, und der Meier wird zum Freibauern. Heinrich und das Mädchen gewinnen beide die ewige Seligkeit.

### Der Arme Heinrich im Werk Hartmanns

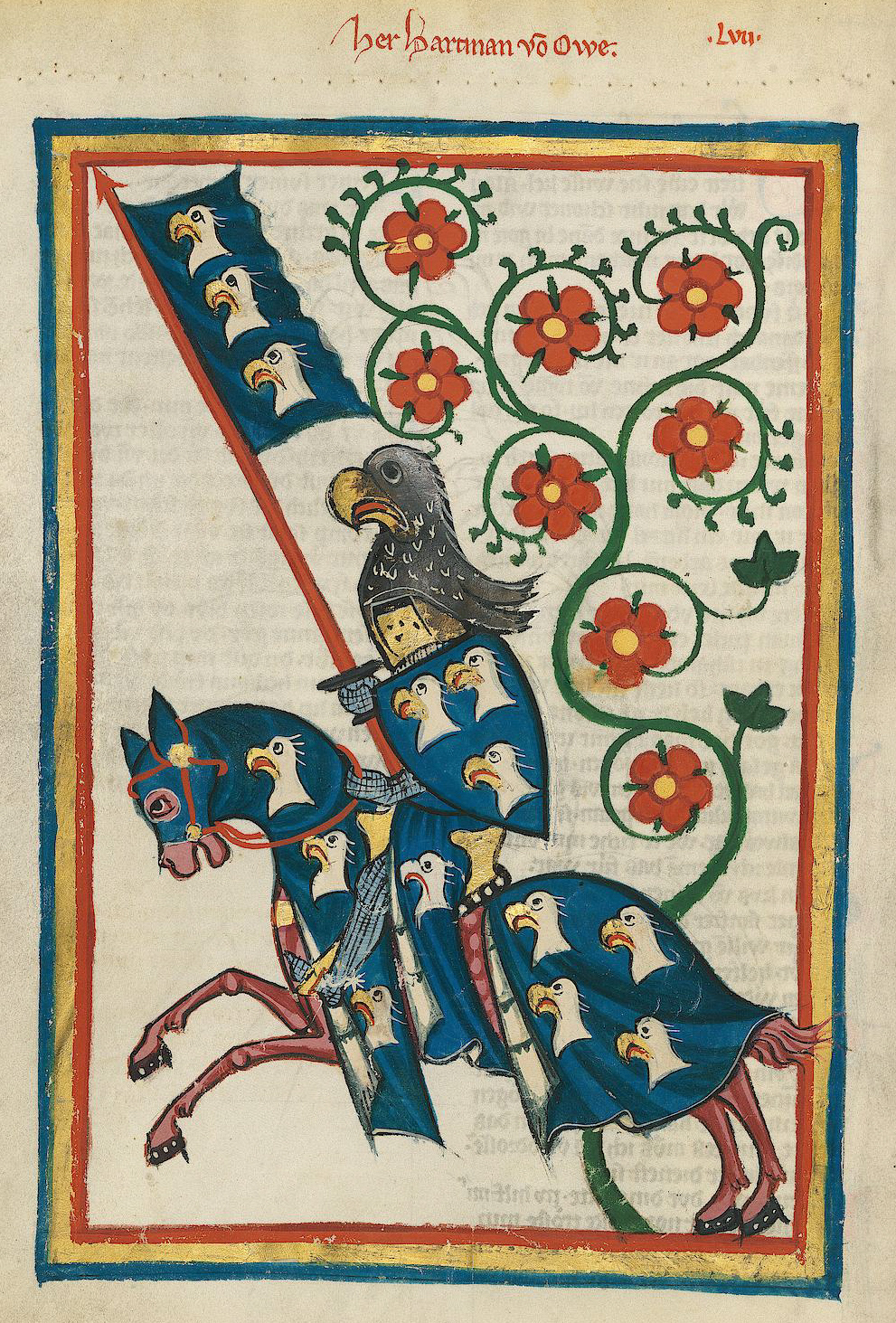
Herr Hartmann von Aue (idealisierte Miniatur im Codex Manesse, fol. 184v, um 1300)